# Immunoglobuline contre l'hépatite B
L'immunoglobuline de l'hépatite B (HBIG) est un médicament utilisé pour prévenir l'hépatite B à la suite d'une exposition.

## Usage médical
Notamment chez les nouveau-nés après la naissance d'une femme séropositive pour l'hépatite B, après une greffe du foie chez une personne atteinte d'hépatite B et après une exposition chez ceux qui ne sont pas immunisés. Il peut être administré par injection dans une veine ou un muscle. Le vaccin contre l'hépatite B peut être administré en même temps, mais à un endroit différent du corps,.

## Effet secondaire
Les effets secondaires courants comprennent une douleurs au site d'injection, des maux de tête, des nausées, des vertiges et de la fièvre. D'autres effets secondaires peuvent inclure des réactions allergiques. Il peut être utilisé pendant la grossesse si nécessaire. Il s'agit d'anticorps dirigés contre l'antigène de surface de l'hépatite B (anti-HBs).

## Histoire
L'immunoglobuline de l'hépatite B est entrée en usage médical en 1974. Il est disponible en tant que médicament générique . Au Royaume-Uni, 500 unités coûtent au NHS environ 500 £ à partir de 2021. Aux États-Unis, elle coûte environ 830 USD pour 5 ml. Elle est fabriquée à partir de plasma humain .